# Schistocarpha sinforosi
Schistocarpha sinforosi là một loài thực vật có hoa trong họ Cúc. Loài này được Cuatrec. miêu tả khoa học đầu tiên.